# جون سي ماكسويل
جون سي ماكسويل (بالإنجليزية: John C. Maxwell) ولد عام 1947 في جاردن سيتي ولاية ميتشيغان وهو خبير قيادة ومتحدث ومؤلف معروف عالمياً، الّف أكثر من 60 كتاباً، وبيعت من كتبه أكثر من 13 مليون نسخة. وماكسويل هو أحد المؤلفين التي ظهرت أعماله ضمن الكتب الأكثر مبيعاً تبعاً لتقييم صحف نيويورك تايمز ووول ستريت جورنال وبيزنس ويك وقد أطلق عليه موقع leadershipgurus لقب «خبير القيادة الأول في العالم»، كما أن ماكسويل كان أيضا واحدا من 25 مؤلفا وفنانا فقط تم وضع اسمائهم في قائمة شرف العام العاشر لمؤسسة امازون دوت كوم 

## نبذة عن حياته
حصل على بكالوريس من جامعة أوهايوا كريستين في عام 1969م. أكدت صحيفة نيويورك تايمز أنه الكاتب صاحب أعلى مبيعات في العالم وذلك بعد كتابه العظيم الفشل البناء وتحويل الفشل إلى جسر للنجاح.

## أشهر كتبه
1. 21 قانوناً لا يقبل الجدل في القيادة.
2. الموهبة لا تكفي ابداَ
3. تطوير القائد في داخلك
4. اجعل حلمك قيد الاختبار
5. خمس مستويات من القيادة.[4]
6. صانع الفارق
7. الفشل البناء
8. القادة الجيدون يطرحون أسئلة عظيمة (أساسيات القيادة الناجحة)
9. 15 قانوناً لا يقدر بثمن للنمو.

## وصلات خارجية
- موقع جون سي ماكسويل
- موقع جون سي ماكسويل للقيادة